# Spermo (bướm đêm)
Spermo là một chi bướm đêm thuộc họ Geometridae.